# Tau Ceti
Tau Ceti (τ Ceti förkortat Tau Cet, τ Cet), som är stjärnans Bayer-beteckning, är en ensam stjärna i södra delen av stjärnbilden Valfisken. Den är en stjärna som liknar solen både ifråga om massa och spektraltyp och klassas liksom denna som en GV-stjärna i huvudserien (också benämnd gul dvärg). Den har en skenbar magnitud av 3,50 och är synlig för blotta ögat där ljusföroreningar ej förekommer. Baserat på parallaxmätningar i Hipparcos-uppdraget på 274 mas beräknas den befinna sig på ca 11,9 ljusårs (3,7 parsek) avstånd från solen och är således en relativt närbelägen stjärna. Tau Ceti är metallfattig och det anses därför vara mindre sannolikt att dess planeter skulle vara jordliknande.

## Planeter

Tau Ceti systemet

Tau Ceti har ofta nämns av science fiction-författare. Det beror på dess närhet till Solen och att det är en enkelstjärna relativt lik Solen, vilket gör det sannolikt att människor skulle kunna kolonisera stjärnsystemet. Ett exempel på sådan litteratur är C. J. Cherryhs roman Slutstrid.
I december 2012 meddelades att fem planeter har upptäckts i bana runt Tau Ceti. En av dessa planeter, Tau Ceti e, har en bana i den beboeliga zonen.

## Kometer
2004 upptäckte ett brittiskt astronomteam att Tau Ceti har mer än tio gånger mer komet- och asteroidmaterial kring sig än vad solen har. Detta fastställdes genom att mäta skivan av kallt stoft som kringgärdar stjärnan. Upptäckten gör det osannolikt att det finns avancerat liv i systemet, eftersom eventuella planeter skulle utsättas av stora nedslag, ungefär tio gånger oftare än jorden. Å andra sidan är själva förekomsten av en fragmentskiva ytterligare ett indicium på att det är vanligt med planeter runt stjärnor.